# Finlands socialistiska arbetarparti
Finlands socialistiska arbetarparti (finska: Suomen Sosialistinen Työväenpuolue, SSTP) var ett politiskt parti i Finland. Det fanns åren 1920-1923.